# Fahrende Artillerie

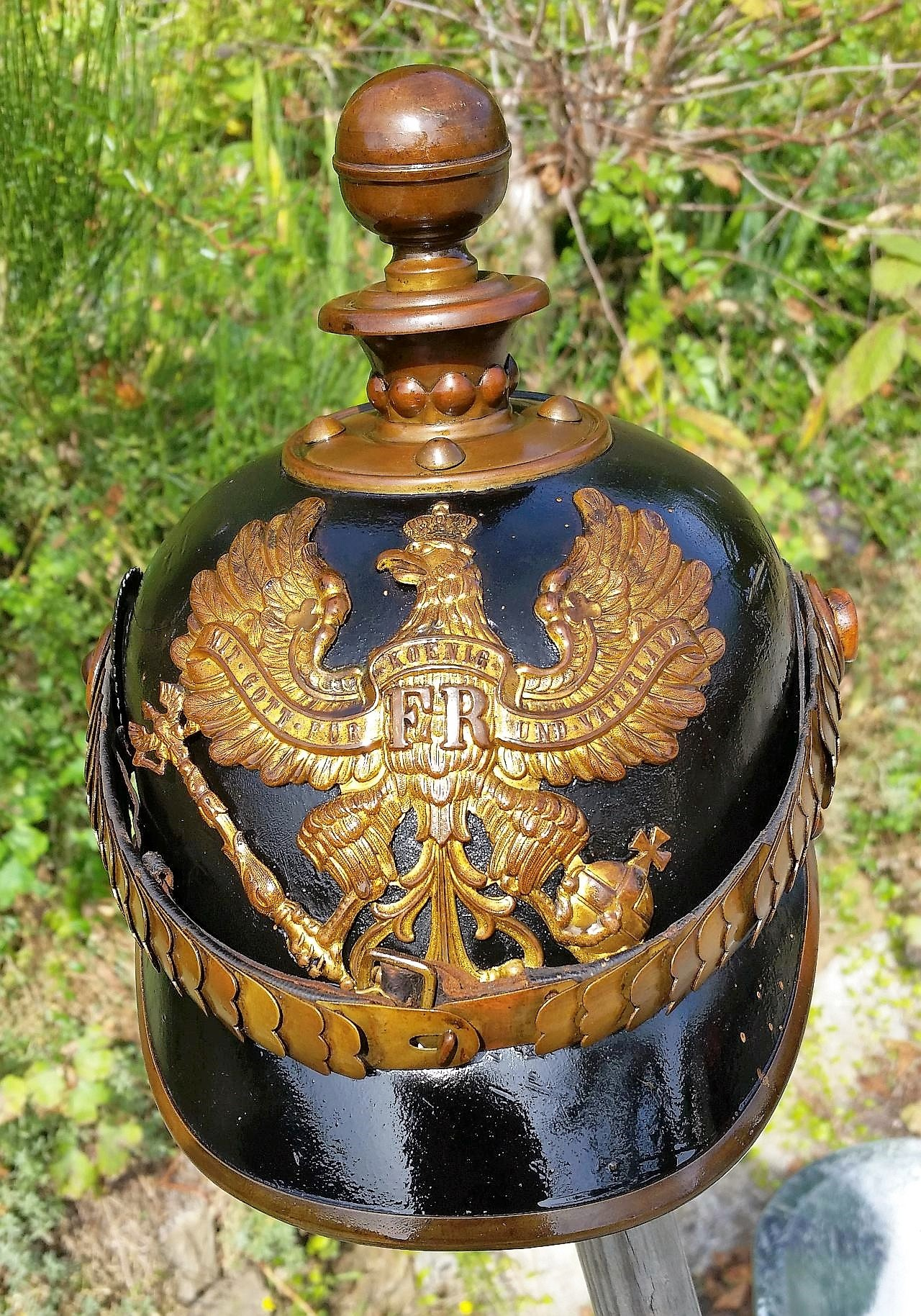
Preußischer Artilleriehelm mit Devise Mit Gott für König und Vaterland

Fahrende Artillerie war im Deutschen Reich von 1872 bis 1919 die Bezeichnung für die mit leichten und mittleren Geschützen ausgestattete Artillerie, bei der die Geschützbedienung auf dem Geschütz mitfuhr. Sie war aber weiterhin auf Straßen und Wege angewiesen, in schwierigerem Gelände mussten die Kanoniere absitzen.
In Österreich wurde auch die berittene Artillerie als fahrende Artillerie bezeichnet.
Ursprünglich marschierten die Bedienungsmannschaften der Geschütze neben diesen her. Ab der Mitte des 19. Jahrhunderts erhielten die Kanoniere mittlerer Batterien auf Lafetten und Protzen eigene Sitze.

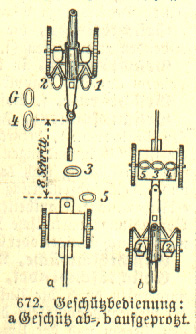
Geschützbedienung aufgesessen und abgesessen
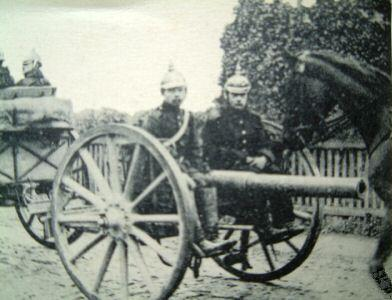
Geschützbedienung auf Protze und Geschütz (um 1900)
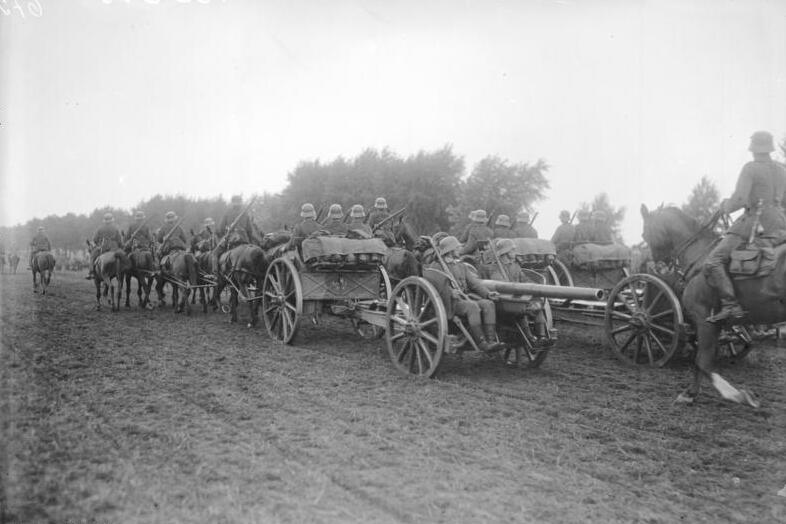
Geschützbedienung auf Protze und Geschütz (Reichswehr)
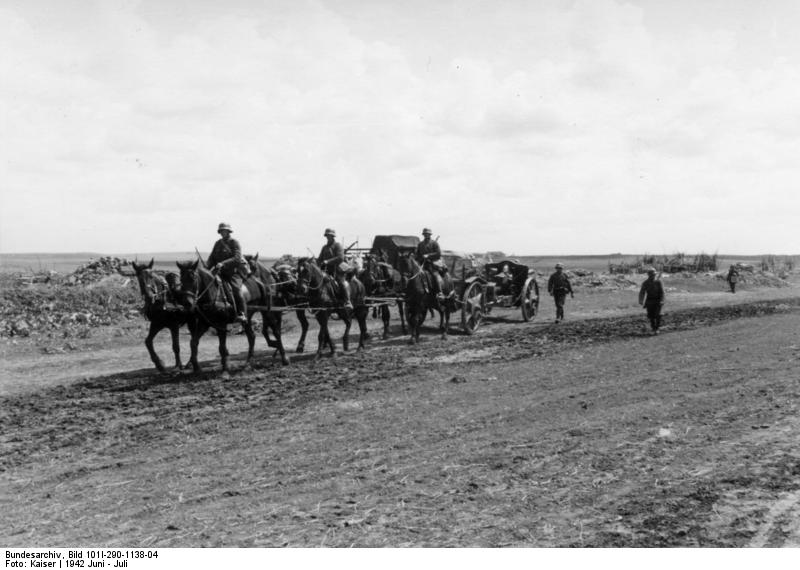
Leichte Feldhaubitze in Fahrt (Wehrmacht)
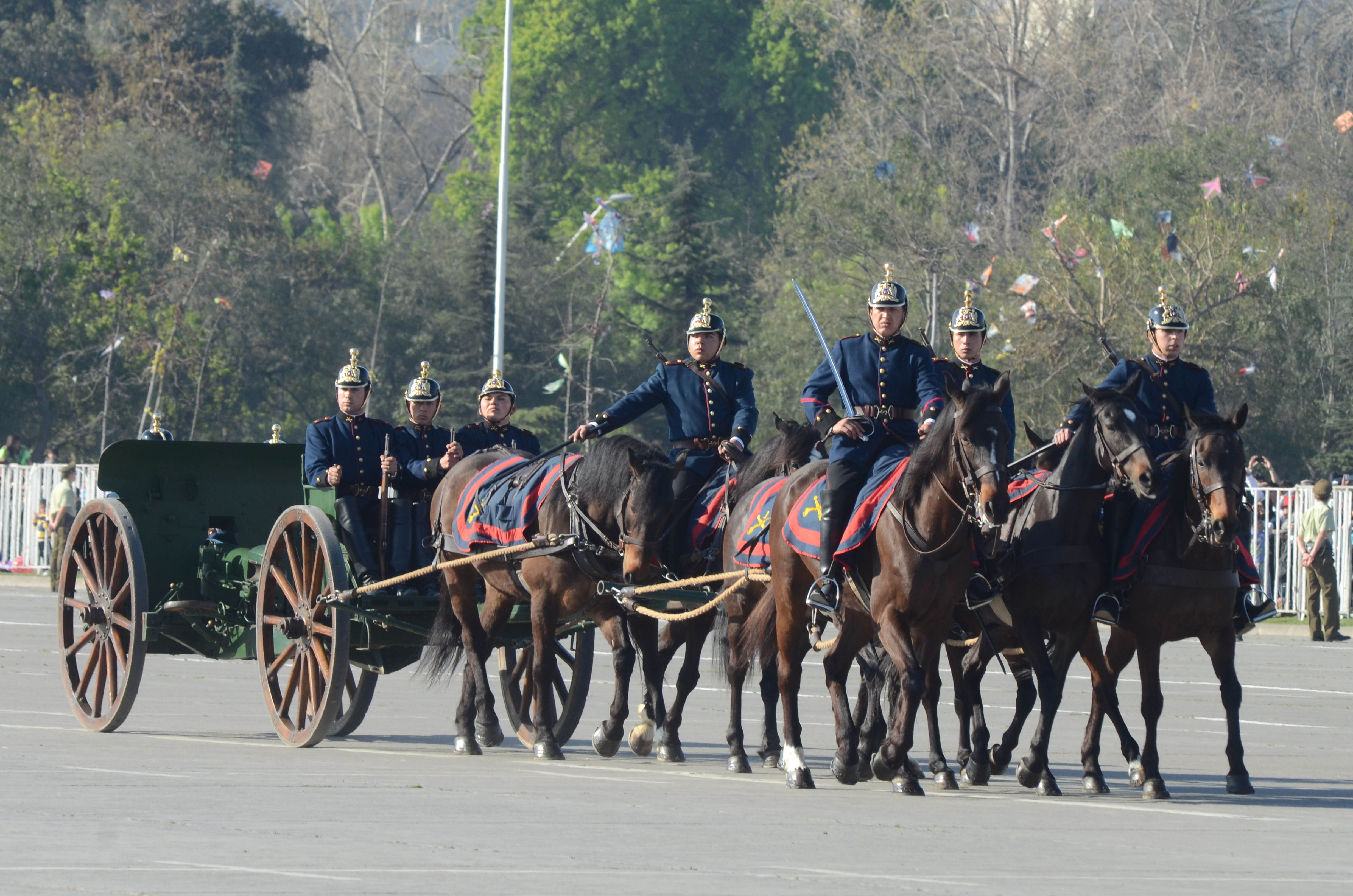
Traditionsartillerie nach deutschem Vorbild (Chile, Staatsparade 2014)

Die Kanoniere waren im kaiserlichen Heer meist mit Pistole und Seitengewehr bewaffnet und hatten keine Gewehre.
In der Reichswehr und danach gab es den Begriff fahrende Artillerie nicht mehr, da es keine Fußartillerie mehr gab und somit eine Abgrenzung nicht mehr erforderlich war. In der weiteren Entwicklung wurden zum Ziehen der Geschütze zunehmend Lastkraftwagen oder Zugmaschinen eingesetzt, die dann wieder durch Selbstfahrlafetten abgelöst wurden. Geschütze der Korpsartillerie (Feldkanone 155 mm), der Divisionsartillerie (Feldkanone 155 mm) oder leichte Geschütze außerhalb der Artillerie (20-mm-Kanone auf Feldlafette zur Fliegerabwehr) wurden auch noch bei der Bundeswehr durch Zugmaschinen oder Lastkraftwagen gezogen.